# 佩拉山
44°15′54″N 6°42′21″E / 44.26500°N 6.70583°E

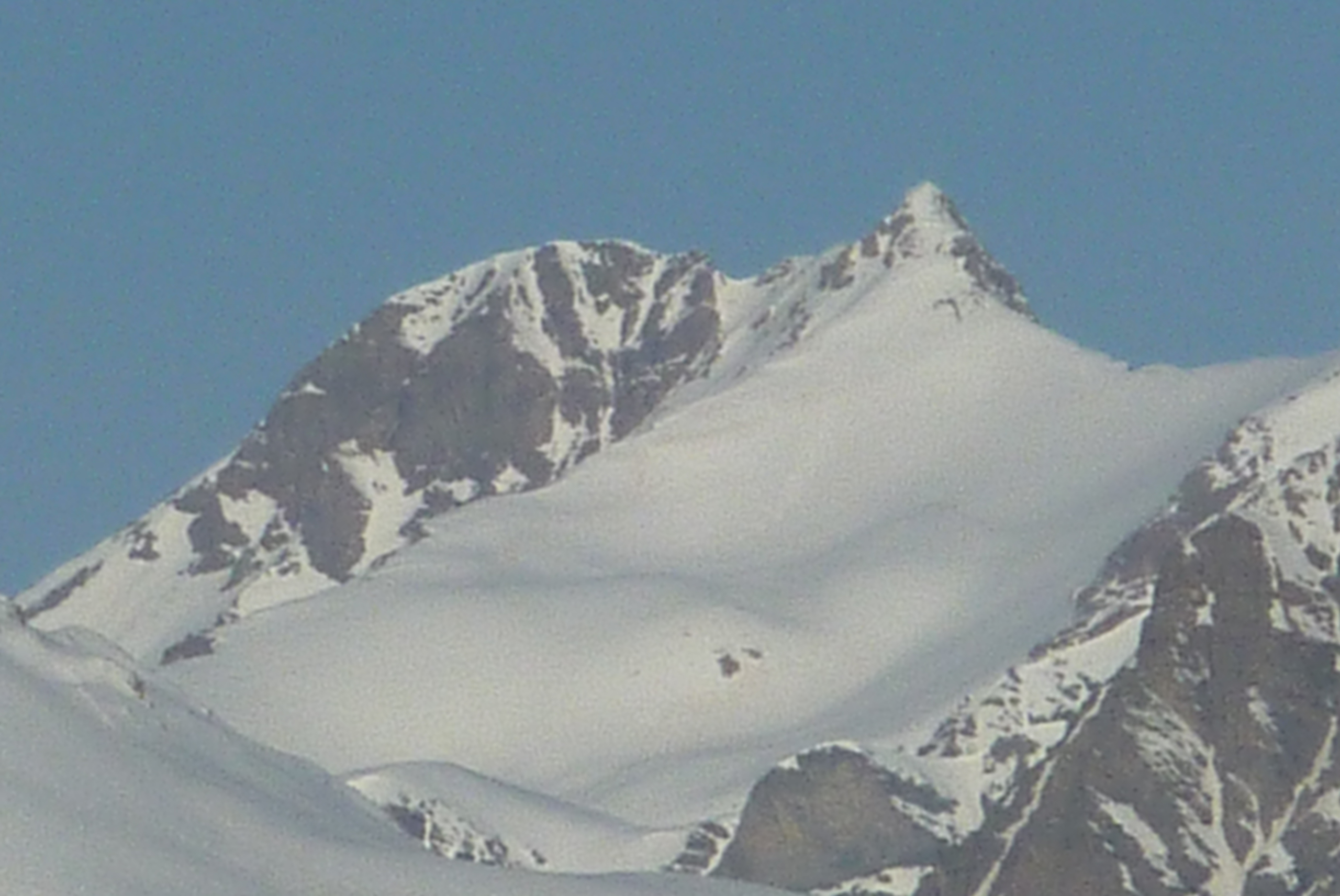

佩拉山（法語：Mont Pelat），是法國的山峰，位於該國東南部，由普羅旺斯-阿爾卑斯-蔚藍海岸大區負責管轄，屬於濱海阿爾卑斯山脈的一部分，海拔高度3,052米。